# Baphetidae
Die Baphetidae, früher auch Loxommatidae genannt, sind eine Gruppe ausgestorbener, früher Landwirbeltiere aus dem Karbon. Sie sind vor allem durch fossile Schädel bekannt. Es wurden nur sehr wenige Bruchstücke des Postcranialskelett gefunden. Sie waren die ersten fossilen Landwirbeltiere, die überhaupt in Schichten des Karbon gefunden wurden, und wurden 1850 von William Dawson beschrieben. Die meisten Fossilien wurden in Schottland und Nordengland gefunden. Die Tiere existierten über einen Zeitraum von 35 Millionen Jahren.

## Merkmale

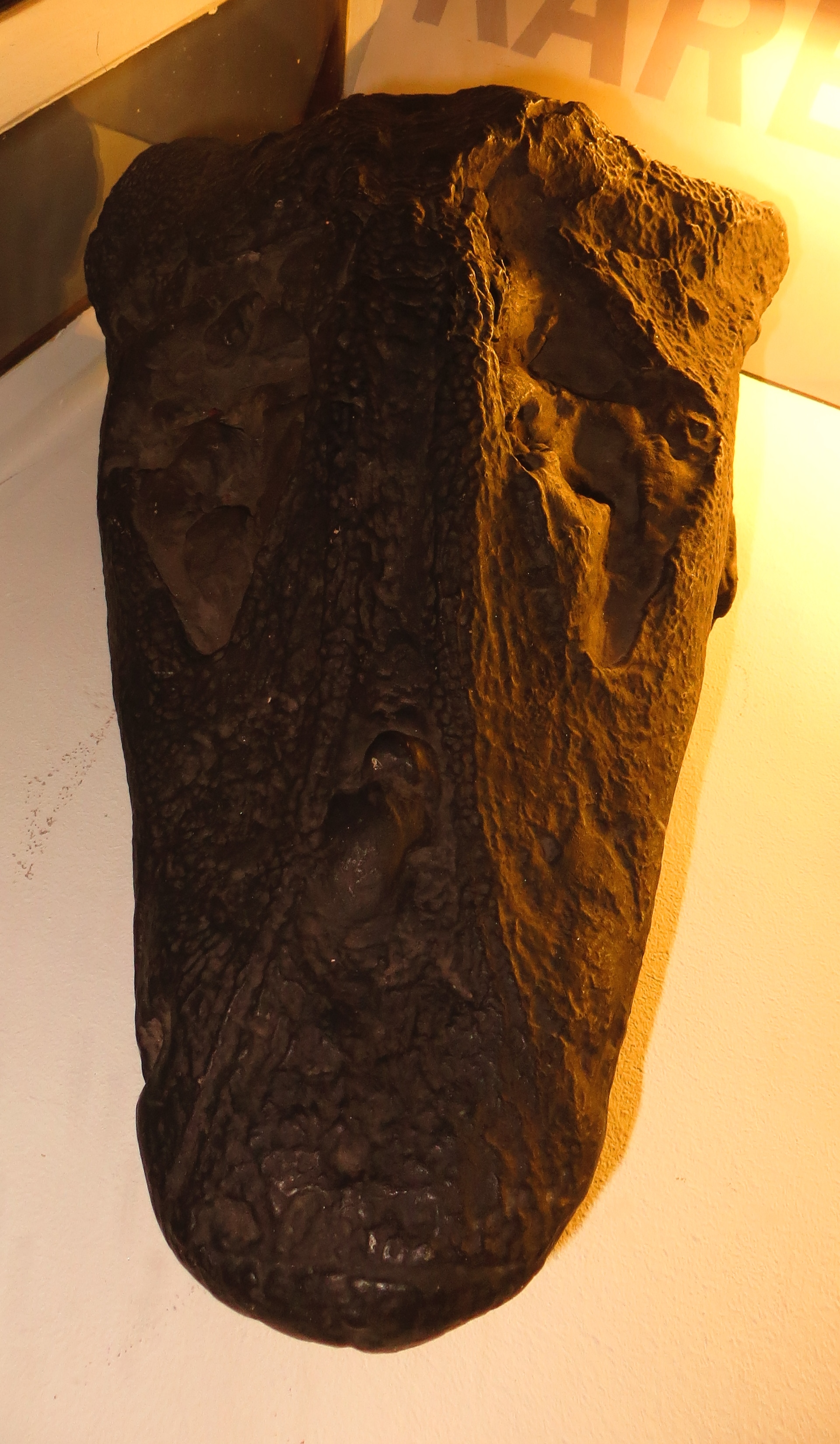
Schädel von Megalocephalus

Baphetiden waren wahrscheinlich krokodilartige, große im Wasser lebende Raubtiere und ernährten sich wohl von Fischen. Auf dem flachen Schädel hatten sie Ansätze von Seitenlinienkanälen. Große Orbita (Schädelfenster) mit einer tropfenförmigen Erweiterung diente als Ansatzfläche für starke Kiefermuskeln oder waren Ort von großen Drüsen. Der Oberschädel war flach und kaum höher als der Unterkiefer. Der Hirnschädel war schwer und stark verknöchert. Sie zeigten auch eine Tendenz zu einer Verdichtung der Unterkieferknochen. Der Unterkiefer hatte doppelte Zahnreihen. 
Ihre Zähne waren kurz und nadelartig spitz. Die Schmelzschicht der Zähne war labyrinthartig gefaltet (labyrinthodont). Das Gaumenbein war mit vergrößerten, an der Basis runden und an der Spitze seitlich abgeflachten Fangzähnen besetzt, der Gaumen war geschlossen. 
Bei den Baphetidae wurde der Kiefer erstmals durch einen kleinen Muskel, der hinter der Achse des Kiefergelenks lag und vom hinteren Oberschädel zum Unterkiefer lief, geöffnet. Dies wurde später von fast allen nachfolgenden Landwirbeltieren übernommen. Bei Fischen ist die Muskulatur, die den Kiefer öffnet, mit dem Schultergürtel verbunden. Die Adduktoren, die den Kiefer schlossen, verliefen bei den Baphetidae von der Innenseite des Oberschädels zur Außenseite des Unterkiefers.

## Gattungen
- Baphetes
- Eucritta
- Kyrinion
- Loxomma
- Megalocephalus
- Spathicephalus